# Mecasoma validicornis
Mecasoma validicornis là một loài bọ cánh cứng trong họ Cerambycidae.